# Yojuane
Els yojuane eren un poble d'amerindis dels Estats Units que vivia a Texas en els segles XVI, XVII i XVIII. Eren força relacionats amb els jumanos i potser havien estat relacionats amb els tonkawes.

## Etimologia
S'ha proposat amb poca evidència que la tribu va rebre el seu nom a causa que un dels seus membres quan li van preguntar qui eren respondre "yo Juan".

## Llengua
Molts acadèmics començant amb Herbert E. Bolton han sostingut l'opinió que els yojuane va parlar el tonkawa o una llengua relacionada. No obstant això Gary Anderson sosté que els yojuane parlaven la mateixa llengua o una llengua relacionada amb els jumanos i que es tractava d'una llengua uto-asteca, en gran part basada en la capacitat dels parlants nàhuatl de conversar amb jumanos i yojuane quan es van trobar, com a part de les expedicions espanyoles.

## Història
Els yojuane van ser esmentats per primera vegada pels cronistes espanyols al voltant de 1690. En aquest moment van ser dirigits per un home anomenat Cantana que havia estat, a vegades, a Nova Biscaia (Nova Espanya), a l'actual estat de Chihuahua. Cantana estava estretament relacionat amb els jumano de La Junta de los Rios encara que no està tan clar on vivien en aquell moment. D'acord amb Gary Anderson els yojuane eren uns 1.000 en aquest moment. No obstant això, aquests inclouen els cholemes i cabezas, que semplaven pobles diferents. També associats als yojuaneeren els simonos i tusonibis o tosonibis que havien fugit recentment de Nuevo Leon per unir-se als yojuane a causa de la incursió espanyola en aquesta zona. En 1709 quan Isidro de Espinosa trobà una partida de cacera yojuane els simonos i tusonibis eren encara grups distints però també caçaven.
En 1740 els yojuane amb els seus aliats deadoses, mayeyes i ervipiames demanaren als missioners franciscans que s'establissin entre ells. Més tard es traslladaren a les missions al llarg del riu San Gabriel, cap al sud i oest de Rancheria Grande.
En març de 1749 hi havia comptabilitzats només 74 yojuanes a la Missió de San Francisco Xavier al llarg del riu San Gabriel, però pot haver-hi hagut altres que no estaven en la missió.
En 1759 un campament yojuane fou atacat per una expedició d'espanyols i apatxes, en la que assassinaren un terç de la població, un altre terç es dispersaren i una tercera foren presos com a captius. Altres fonts suggereixen que van morir 55 Yojuanes i 149, tots dones i nens, foren fets presoners. Molts dels captius moriren de verola mentre que els supervivents foren venuts com a esclaus. (Vegeu Batalla de Twin Villages)
Entre ells hi havia un noi que fou venut a un soldat espanyol que li va posar com a nom Miguel Pérez. Pérez esdevingué un indi hispanitzat de San Antonio però continuà mantenint contacte amb els yojuanes. En 1786 Perez fou reclutat per convèncer els yojuanes i els seus aliats tonkawa anar a la guerra contra els lipans. Pérez fou capaç de convèncer els yojuane que aquesta guerra els era beneficiosa, i s'uniren als tawakonis, iscanis, i flechazos d'atacar els apatxes.